# Kritik der Urteilskraft

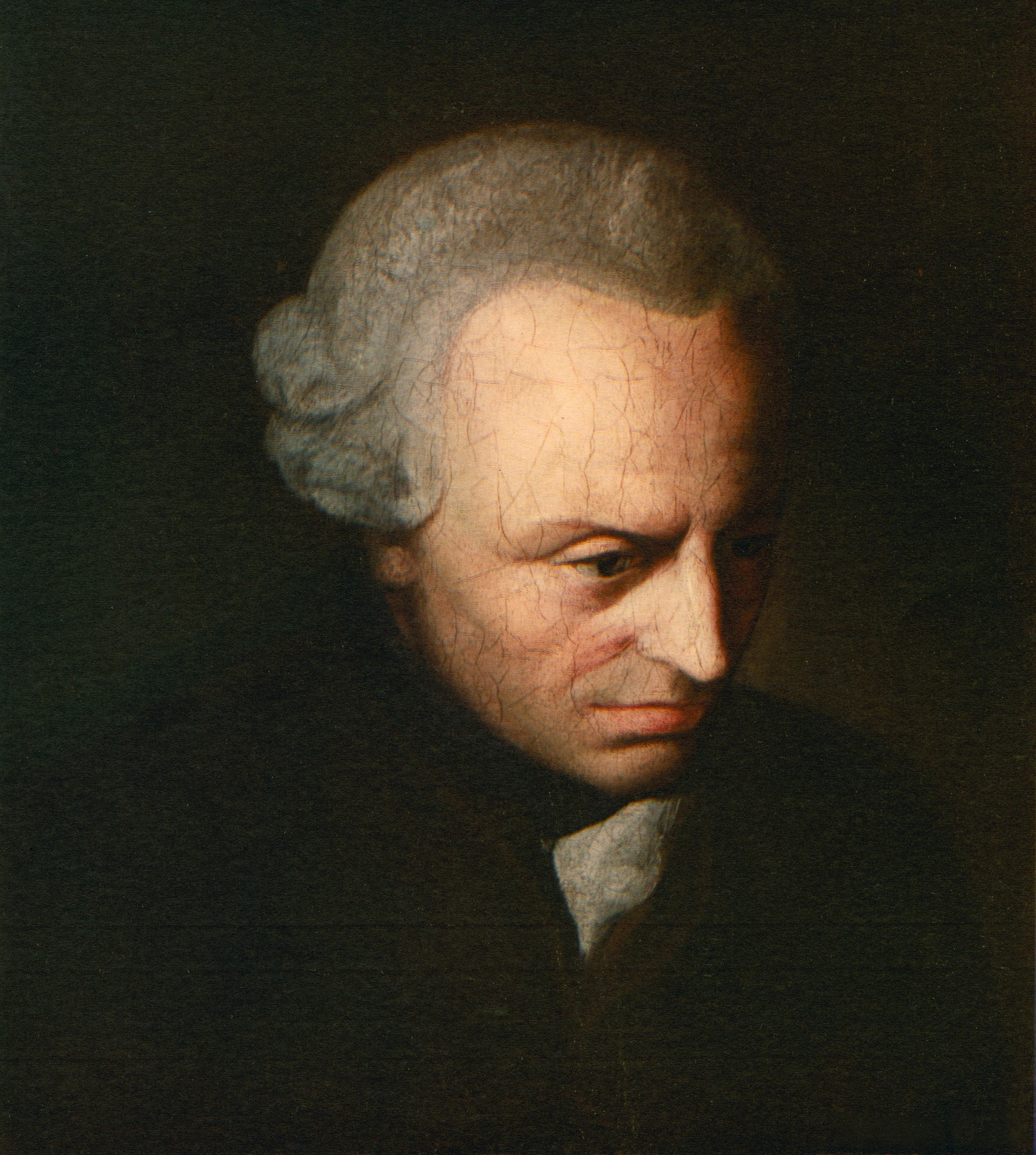
Immanuel Kant

Die Kritik der Urteilskraft (KdU) ist Immanuel Kants drittes Hauptwerk nach der Kritik der reinen Vernunft und der Kritik der praktischen Vernunft, erschienen 1790 im Verlag Lagarde und Friedrich in Berlin und Libau. Sie enthält in einem ersten Teil Kants Ästhetik (Lehre vom ästhetischen Urteil) und im zweiten Teil die Teleologie (Lehre von der Auslegung der Natur mittels Zweckkategorien).

## Stellung im Werk
Kants Absicht – in den beiden sich in Teilen widersprechenden Einleitungen zur KdU umfangreich dargelegt – bestand darin, in dieser dritten Kritik die Vermittlung zwischen Natur (Gegenstand der theoretischen Vernunft) und Freiheit (Gegenstand der praktischen Vernunft) zu leisten und so das Gebäude der kritischen Philosophie zu vollenden. Dieser Gedanke der Vollendung der Kant’schen Systemarchitektur findet heute außerhalb der Spezialforschung nur geringen Widerhall.
Die dritte Kritik ist mit den zwei vorhergehenden Werken der Vernunftkritik eng verbunden. Für Kant zerfiel die Philosophie danach zunächst in zwei Bereiche: einen theoretischen (der reinen Vernunft) und einen praktischen (Ethik, Rechts- und Religionsphilosophie). Damit die sinnliche und die moralische Welt, Natur und Freiheit nicht unvermittelt (unversöhnlich) nebeneinanderstehen, bedarf es einer Vermittlungsinstanz, die Kluft zu überwinden, einer „Brücke“ zwischen Sinnlichkeit und Moral, denn die Freiheit will praktisch werden, soll sich in der Sinnenwelt entfalten. Diese Vermittlung ist für Kant die Urteilskraft, die das Besondere im Allgemeinen erkennt.
Mit der dritten Kritik soll nicht nur zwischen Natur und Freiheit vermittelt werden, sondern sie versucht auch Phänomene wie das Schöne in Natur und Kunst, das Genie, das Organische und die systematische Einheit der Natur mit Hilfe eines Konzepts der Urteilskraft zu klären.
Kant unterteilt die Tätigkeit der Urteilskraft grundlegend in zwei Bereiche: Zum einen die bestimmende, bei der ein Konkretes unter ein Allgemeines subsumiert und zum zweiten die reflektierende, bei der zu einem Konkreten das Allgemeine gesucht und benannt wird. Weil er sich für erstere auf eine bereits bestehende Tradition berufen kann und diese Tätigkeit seiner Meinung nach nicht die Mühe einer eigenen Kritik lohnt, liegt der Fokus der Darstellung auf der zweiteren.
Für Kant ist die Zweckmäßigkeit der zentrale Begriff, der die Leistung der reflektierenden Urteilskraft und ihre Vermittlung zwischen Natur und Freiheit bezeichnet. Wird etwas als zweckmäßig angesehen, betrachtet man die Phänomene als Ganzes und geht von einem Zweck des Ganzen aus. Dabei ist die Zweckmäßigkeit der Natur für Kant die a priori angenommene Erwartung, die Natur strukturiert und nicht chaotisch vorzufinden.
| Gesamte Vermögen des Gemüts                                                                                              | Erkenntnisvermögen | Prinzipien a priori | Anwendung auf |
| --- | ------------------ | ------------------- | ------------- |
| Erkenntnisvermögen | Verstand           | Gesetzmäßigkeit     | Natur         |
| Gefühl der Lust und Unlust                                                                                               | Urteilskraft       | Zweckmäßigkeit      | Kunst         |
| Begehrungsvermögen | Vernunft           | Endzweck            | Freiheit      |
| Stellung der Urteilskraft im System der drei Kritiken, Tabelle aus der Kritik der Urteilskraft (KdU S. 110, bzw. S. 274) |                    |                     |               |

## Inhalt
Im ersten Teil analysiert Kant zunächst die Besonderheit von Geschmacksurteilen. Sie sind a) ästhetisch, nicht logisch, b) interesselos, c) arbeiten ohne Begriffe und Zweckvorstellungen und beanspruchen eine besondere Form der Allgemeingültigkeit.

### Geschmack
In seiner kritischen Begründung der Ästhetik untersucht Kant den Geltungsanspruch ästhetischer Urteile. Wer zu ästhetischen Urteilen über das Schöne fähig sei, beweise Geschmack. Geschmacksurteile sind subjektiv und empirisch auf einen Einzelfall, eine Landschaft, ein Kunstwerk bezogen: „Das Geschmacksurteil ist also kein Erkenntnisurteil, mithin nicht logisch, sondern ästhetisch, worunter man dasjenige versteht, dessen Bestimmungsgrund nicht anders als subjektiv sein kann.“

### Subjektive Allgemeinheit
Obwohl Geschmacksurteile nicht beweisbar sind, beanspruchen sie, allgemein zustimmungsfähig zu sein, richten sich also auf eine Allgemeingültigkeit und sind entsprechend formuliert („Das Bild ist schön“, nicht: „Das Bild ist für mich schön“). Sie beanspruchen Allgemeingültigkeit, insofern sie „das Wohlgefallen an einem Gegenstande jedermann ansinne(n)…“
Im Gegensatz zu wissenschaftlichen und moralischen Aussagen haben ästhetische Urteile für Kant keine objektive, sondern eine subjektive Allgemeinheit. Wie in den vorhergehenden kritischen Werken nimmt Kant hier eine Mittelstellung zwischen rationalistischen und sensualistischen Positionen ein. Von der Ästhetik Alexander Gottlieb Baumgartens, der in Geschmacksurteilen eine niedere Form des Erkennens sah, grenzt er sich ebenso ab wie von Edmund Burke, der diese auf ein bloßes Gefühl zurückführte.

### Das Schöne und das Erhabene
Kant unterscheidet im analytischen Teil der KdU, welcher sich der Ästhetik widmet, zwischen dem Schönen und dem Erhabenen. Beide gliedern sich wiederum in freie Schönheit und anhängende Schönheit beziehungsweise das mathematisch Erhabene und das dynamisch Erhabene. In grober Gegenüberstellung lassen sich die folgenden Unterscheidungen treffen:
| Das Schöne                            | Das Erhabene                                                          |
| Begrenztheit der Formen               | Unbegrenztheit (für die Idee der Vernunft)                            |
| Qualität                              | Quantität                                                             |
| Gefühl der Beförderung des Lebens     | Gefühl der Hemmung des Lebens und anschließender Ergießung des Lebens |
| Charakter: spielerisch                | Charakter: ernsthaft                                                  |
| in Form und Anschauung allein gegeben | erfordert eine gewisse Gemütslage                                     |

### Das Genie
Mit seiner Lehre des Genies ergänzt Kant seine Lehre vom ästhetischen Urteil um eine Theorie der „schönen Kunst“. Er folgt in seiner Theorie der Kunstpraxis nicht mehr dem alten Nachahmungsprinzip (Mimesis), wie es z. B. noch von Baumgarten vertreten wurde, sondern legt den schöpferischen Prozess ins Subjekt. Allerdings heißt dies noch nicht, dass von nun ab der Mensch gleichsam aus sich heraus die Gegenstände der Kunst hervorbringe. Vielmehr ist das Genie mit einer Naturbegabung versehen, welche ihm eine große Einbildungskraft und Originalität verleiht. Das Genie ist kein gesellschaftliches Wesen, sondern vielmehr ein Naturwesen, welches in der Gesellschaft lebt. So gibt Kants Ansicht nach die Natur vermittels des Genies der Kunst ihre Regeln. (Schneider, S. 51) Das Moment des Genialen ist für Kant zwar eine notwendige, aber nicht hinreichende Bedingung der Möglichkeit schöner Kunst. Der Künstler ist nicht bloßes Organ der Natur, sein Tun ist „Hervorbringung durch Freiheit“ und schließt eine „künstliche“ Komponente ein. Diese kommt dadurch zu ihrem Recht, dass Kant als zweite produktionsästhetische Komponente den Geschmack einführt, der die Vermittlung von Einbildungskraft und Verstand leiste.

## Wirkung

### Hegel
- Betreffend Kants Analytik der Teleologie:

Bezeichnend ist zum einen, dass Kant in der Kritik der Urteilskraft eine scharfe Trennung zwischen objektiven Erkenntnissen und subjektiven Urteilen einführt: so können uns nur die in der Kritik der reinen Vernunft ausgemachten Verstandesbegriffe objektive Erkenntnisse verschaffen, hingegen die Urteilskraft an die Vorstellung eines Zwecks geknüpft ist. „Zweck“ jedoch ist, so Kant, kein objektives Urteil, welches den Dingen zukomme, sondern lediglich eine von der Urteilskraft in die Dinge gelegte Eigenschaft – bezüglich der Vorstellung einer Endursache sagt Kant: „Wir legen, sagt man, Endursachen in die Dinge hinein und heben sie nicht gleichsam aus ihrer Wahrnehmung heraus.“ (KdU S. 33, bzw. S. 194) Von Hegel und anderen Zeitgenossen Kants wurde dies keineswegs als unproblematisch angesehen, da sich bei der Beobachtung eines Organismus, also z. B. eines Tieres, ihrer Ansicht nach sehr wohl ein objektiver Zweck dieses Organismus feststellen ließe, also das Tier seinen Zweck tatsächlich in sich selbst habe. Hingegen erschien es ihnen unplausibel anzunehmen, dass diese doch so offensichtliche Tatsache eine bloß nützliche Funktion unserer Urteilskraft sei.
Aus diesem Problemfeld heraus sollte dann auch später Hegel seine Dialektik entwickeln, welche zum Anspruch hat, dieses Problem zu vermeiden. Zwar kommen für Hegel noch andere Motive hinzu, jedoch ist ein historischer Anknüpfungspunkt in diesem Fall plausibel. Um die oben beschriebenen Ungereimtheiten zu vermeiden, identifiziert Hegel die Zweckmäßigkeit mit dem Organismus. (Statt „Organismus“ könnte man auch sagen „Begriff“, denn ein Begriff kommt nach Hegel nur Organismen zu.) Hierzu koppelt Hegel an die von Kant in der KdU eingeführte Vorstellung eines intuitiven Verstandes an: dieser kann seine Gegenstände anschaulich auffassen, ist also nicht auf begriffliche Operationen angewiesen und erkennt somit anschaulich die Struktur des Organismus. Für Hegel hat so zwar Kant «Mit dem Begriffe von der inneren Zweckmäßigkeit (…) die Idee überhaupt und insbesondere die des Lebens wiedererweckt», jedoch, da er ihr keinen objektiven Gehalt zubilligte, ihr Potential nicht ausgeschöpft. Hingegen behauptet Hegel, dass man „nur das als wirklich oder in Wahrheit seiend ansehen kann, zu dem es einen Begriff gibt, und das nur das einen Begriff hat, was nach dem Muster eines Organismus gedeutet werden kann.“ (Emundts/Horstmann S. 72)

### Aktuelle Rezeption
Kants Analyse des Ästhetischen erregt bis heute großes Interesse und ist vielfach auch für das Verstehen moderner Kunst fruchtbar gemacht worden. Zu ihr gehören die Aspekte
- das Schöne als „interesseloses Wohlgefallen“ ohne begriffliche Aneignung des Gegenstandes aufzufassen
- der paradoxe Status des Geschmacksurteils als subjektiv und verallgemeinerbar
- die ästhetische Erfahrung als freies Spiel der Erkenntnisvermögen Sinnlichkeit und Verstand
- die Analyse des Erhabenen